# Jazā'ir Jiftūn
Jazā'ir Jiftūn är öar i Egypten.   De ligger i guvernementet Al-Bahr al-Ahmar, i den östra delen av landet, 400 km sydost om huvudstaden Kairo.